# Lina Wertmüller
Arcangela Felice Assunta Wertmüller von Elgg Spanol von Braueich, detta Lina (Roma, 14 agosto 1928 – Roma, 9 dicembre 2021), è stata una regista, sceneggiatrice e scrittrice italiana.
È stata la prima donna nella storia a essere candidata all'Oscar come migliore regista, per il film Pasqualino Settebellezze, nella cerimonia del 1977. Nel 2020 le è stato assegnato il premio Oscar onorario.

## Biografia
Nacque a Roma il 14 agosto 1928, figlia di Federico Wertmüller, un avvocato originario di Palazzo San Gervasio (in provincia di Potenza) e proveniente da una famiglia aristocratica di remote origini svizzere, e di Maria Santamaria-Maurizio, romana. Era la zia dell'attore Massimo Wertmüller.
A scuola fu compagna di classe di Flora Carabella, che poi sarebbe diventata la moglie di Marcello Mastroianni (con cui instaurerà una lunghissima amicizia, che si rivelerà poi fondamentale per avvicinarla al mondo dello spettacolo). A diciassette anni si iscrive all'accademia teatrale diretta da Pietro Sharoff; in seguito, per alcuni anni, è animatrice e regista degli spettacoli del teatro dei burattini di Maria Signorelli. Successivamente collabora con celebri registi teatrali, tra i quali Guido Salvini, Giorgio De Lullo e Garinei e Giovannini. Lavora sia per la radio sia per la televisione, e in veste di autrice e regista alla prima edizione di Canzonissima e Il giornalino di Gian Burrasca con Rita Pavone protagonista maschile. Inizia un lungo sodalizio artistico con Enrico Job, apprezzato scenografo teatrale, con il quale presto si sposa. I due hanno una figlia, Maria Zulima.

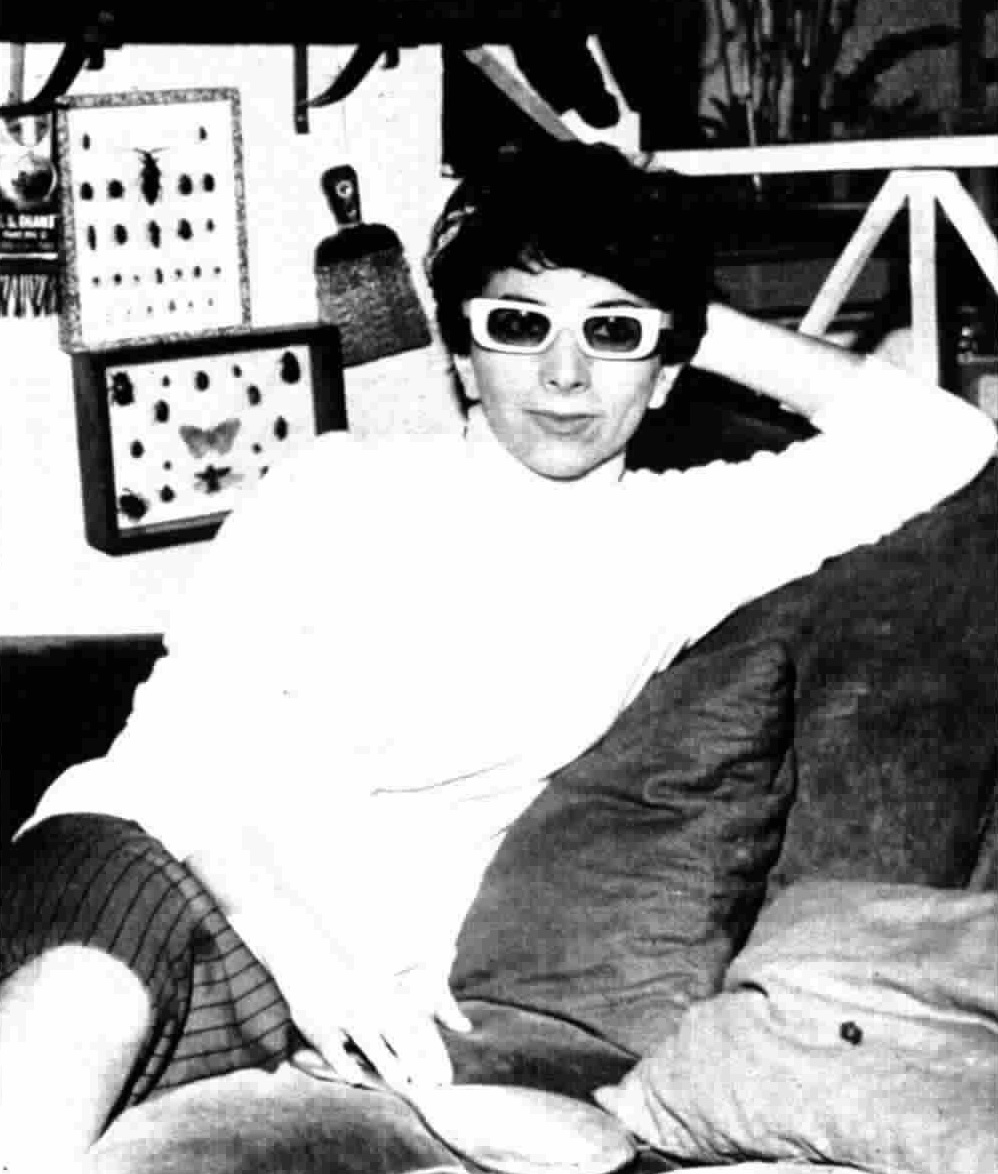
Lina Wertmüller durante le riprese del suo primo film I basilischi (1963)

### Carriera
Muove i suoi primi passi nel mondo del cinema come segretaria di edizione in ...e Napoli canta! di Armando Grottini (1953) e, più avanti, è aiuto regista di Federico Fellini ne La dolce vita (1960) e 8½ (1963). Il suo esordio come regista avviene nel 1963 con I basilischi, amara e grottesca narrazione della vita di alcuni poveri amici del Sud Italia (il film fu girato in gran parte tra la Basilicata, a Palazzo San Gervasio, e la Puglia, a Minervino Murge), che le valse la Vela d'argento al Locarno Film Festival. Nel 1968, celata sotto lo pseudonimo Nathan Wich, dirige un western all'italiana, Il mio corpo per un poker con Elsa Martinelli. Nella seconda metà degli anni sessanta nasce la sua collaborazione con l'attore Giancarlo Giannini, che è presente nei suoi grandi successi Mimì metallurgico ferito nell'onore (1972), Film d'amore e d'anarchia - Ovvero "Stamattina alle 10 in via dei Fiori nella nota casa di tolleranza..." (1973), Travolti da un insolito destino nell'azzurro mare d'agosto (1974), Pasqualino Settebellezze (1976), La fine del mondo nel nostro solito letto in una notte piena di pioggia (1978) e Fatto di sangue fra due uomini per causa di una vedova. Si sospettano moventi politici (1978).

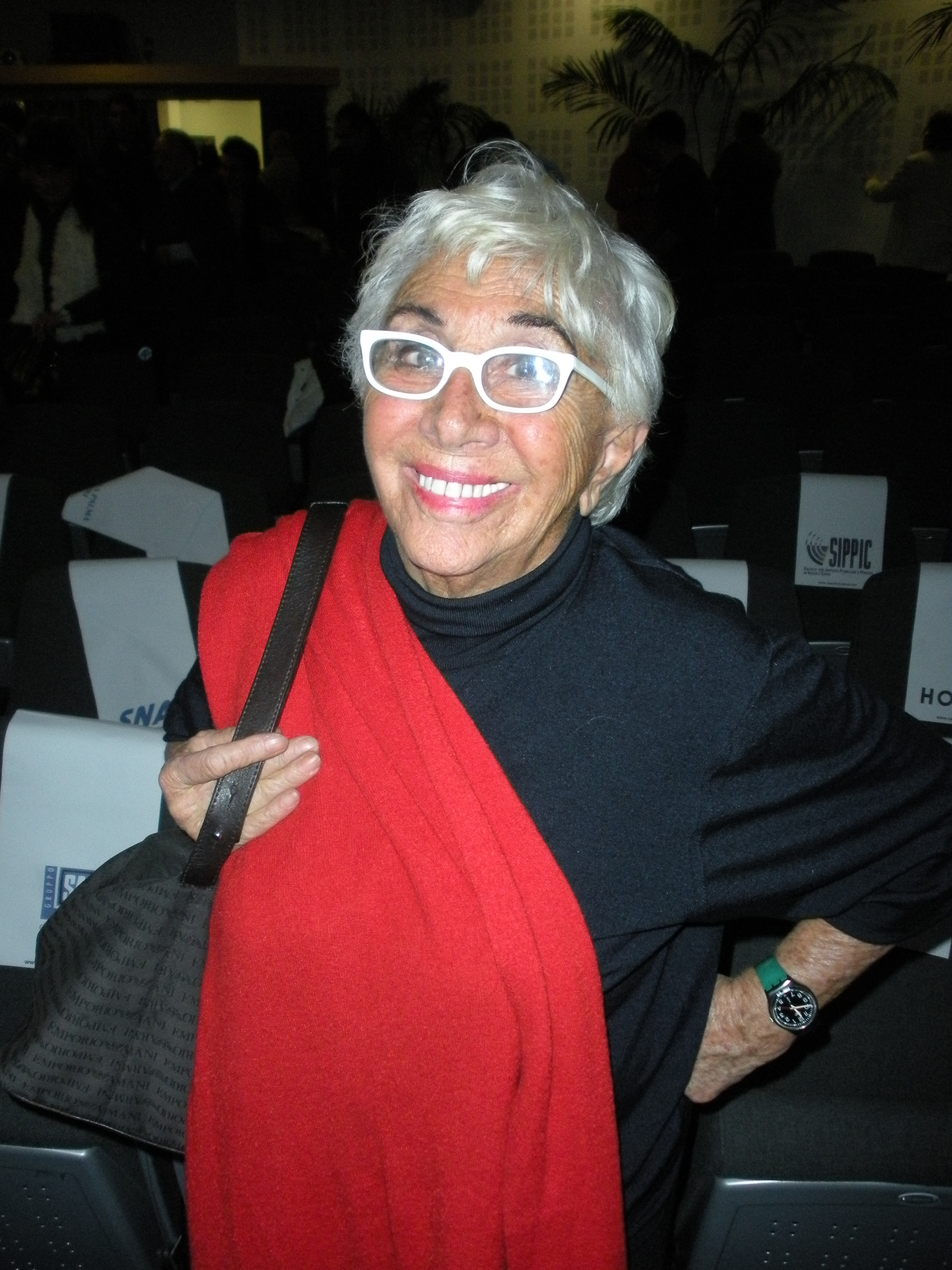
Lina Wertmüller nel 2011

Per Pasqualino Settebellezze, che ebbe successo anche negli Stati Uniti, la Wertmüller è candidata a tre premi Oscar nell'edizione del 1977 (migliore regia, miglior film straniero, migliore sceneggiatura), mentre una quarta candidatura arriva a Giancarlo Giannini per la sua interpretazione del protagonista. Lina Wertmüller è la prima donna a essere candidata all'Oscar come miglior regista; dopo di lei ci saranno solo Jane Campion, Sofia Coppola, Kathryn Bigelow, Greta Gerwig, Emerald Fennell, Chloé Zhao, nuovamente Jane Campion, e Justine Triet, rispettivamente nel 1994, 2004, 2010, 2017, 2021,2022 e 2024.
Per le registe è sempre stata un esempio, non solo perché è stata la prima regista ad avere avuto successo dal punto di vista commerciale, ma anche perché erano in poche a fare questo mestiere. «Non si può fare questo lavoro perché si è uomo o perché si è donna. Lo si fa perché si ha talento. Questa è l'unica cosa che conta per me e dovrebbe essere l'unico parametro con cui valutare a chi assegnare la regia di un film».
 

Si è sempre dichiarata femminista. In un'intervista le fu chiesto se avesse mai avuto difficoltà, in quanto donna, dietro la macchina da presa, e la sua risposta fu:
Il 1983 è l'anno di Scherzo del destino in agguato dietro l'angolo come un brigante da strada, film che affronta con leggerezza e coraggio il tema del terrorismo. Del 1986 è la prima delle sue rare incursioni nel teatro lirico con la regia della Carmen di Georges Bizet, che inaugura la stagione lirica 1986-1987 del Teatro di San Carlo di Napoli, ripresa in diretta su Rai 1. Nel 1997 dirige una Bohème all'Opera di Atene. È autrice di diverse sceneggiature e regie teatrali, da Due più due non fa più quattro (1968) e Fratello sole, sorella luna (1972) (entrambi per la regia di Franco Zeffirelli) a L'esibizionista (1994), da Gino, Ginetta e gli altri (1995) a Lasciami andare madre (dal libro di Helga Schneider, con Roberto Herlitzka nella parte della vecchia madre). Nel 1987, su proposta di Bettino Craxi, venne inclusa tra i membri dell'Assemblea nazionale del PSI. Nel 1992 dirige Io speriamo che me la cavo, con Paolo Villaggio, mentre nel 1996 torna alla satira politica con Metalmeccanico e parrucchiera in un turbine di sesso e politica, con Tullio Solenghi e Veronica Pivetti come nuovi Giannini-Melato. Due anni dopo, per la prima volta si cimenta nel doppiaggio: è la voce di Nonna Fa in Mulan.

Dopo la ricostruzione storica Ferdinando e Carolina del 1999, la Wertmüller torna dietro la macchina da presa con la serie televisiva Francesca e Nunziata del 2001, con Sophia Loren e Claudia Gerini, e il film Peperoni ripieni e pesci in faccia del 2004 sempre con la Loren protagonista, che però, nonostante le proteste della regista, viene distribuito in poche sale cinematografiche e solo un paio d'anni dopo la produzione. Il successivo Mannaggia alla miseria del 2008, con Gabriella Pession e Sergio Assisi è trasmesso direttamente in prima serata su Rai 1 il 2 giugno 2010. Nello stesso anno le è conferito il David di Donatello alla carriera. Nel 2013 recita un cameo nel film di Riccardo Milani Benvenuto Presidente!, nel ruolo di membro dei poteri forti, insieme con il collega Pupi Avati, il critico Steve Della Casa e il giornalista Fabrizio Rondolino.

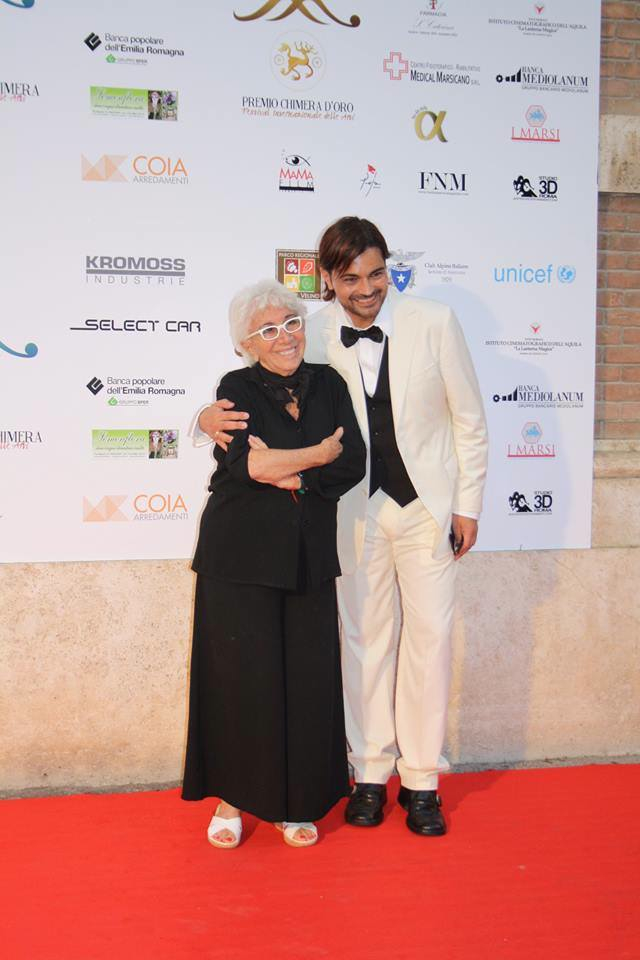
Lina Wertmüller con Germano Di Mattia nel 2015

Indaga con passione i ruoli sociali dell'uomo e della donna del Bel Paese nell'eterno dialogo tra il Nord e il Sud, tra la borghesia e il proletariato, dagli anni sessanta del secolo scorso ai giorni nostri, con uno sguardo sempre ironico e disincantato sulle evoluzioni politiche e sociali, dipingendo la società italiana a volte con toni grotteschi e pungenti, ma senza mai prendersi sul serio. Il 22 dicembre 2015 il sindaco di Napoli Luigi de Magistris le conferisce la cittadinanza onoraria della città. Il 27 ottobre 2019 le viene comunicata l'assegnazione dell'Oscar onorario, che avverrà poi nella cerimonia del 2020. Nella motivazione dell'assegnazione si legge: «per il suo provocatorio scardinare con coraggio le regole politiche e sociali attraverso la sua arma preferita: la cinepresa».

### Morte
È morta a Roma il 9 dicembre 2021 a 93 anni; la camera ardente è stata allestita nella sala della Protomoteca del Palazzo Senatorio al Campidoglio, e in seguito ai funerali tenutisi nella basilica di Santa Maria in Montesanto a piazza del Popolo, nota anche come Chiesa degli artisti, è stata cremata e le ceneri sono tumulate insieme al marito nel cimitero di Cevo in provincia di Brescia.

## Filmografia

### Regista e sceneggiatrice

#### Cinema
- I basilischi (1963)
- Questa volta parliamo di uomini (1965)
- Rita la zanzara (1966)
- Non stuzzicate la zanzara (1967)
- Il mio corpo per un poker, co-regia di Piero Cristofani (1968)
- Mimì metallurgico ferito nell'onore (1972)
- Film d'amore e d'anarchia - Ovvero "Stamattina alle 10 in via dei Fiori nella nota casa di tolleranza..." (1973)
- Tutto a posto e niente in ordine (1974)
- Travolti da un insolito destino nell'azzurro mare d'agosto (1974)
- Pasqualino Settebellezze (1975)
- La fine del mondo nel nostro solito letto in una notte piena di pioggia (1978)
- Fatto di sangue fra due uomini per causa di una vedova. Si sospettano moventi politici (1978)
- Scherzo del destino in agguato dietro l'angolo come un brigante da strada (1983)
- Sotto.. sotto.. strapazzato da anomala passione (1984)
- Un complicato intrigo di donne, vicoli e delitti (1985)
- Notte d'estate con profilo greco, occhi a mandorla e odore di basilico (1986)
- Roma imago urbis (1987) - documentario collettivo
- In una notte di chiaro di luna (1988)
- Bari, episodio del documentario 12 registi per 12 città (1989)
- Io speriamo che me la cavo (1992)
- Ninfa plebea (1996)
- Metalmeccanico e parrucchiera in un turbine di sesso e politica (1996)
- Ferdinando e Carolina (1999)
- Peperoni ripieni e pesci in faccia (2004)

#### Televisione
- Il giornalino di Gian Burrasca – serie TV, 8 episodi (1964-1965)
- È una domenica sera di novembre – film TV documentaristico (1981)
- Il decimo clandestino – film TV (1989)
- Sabato, domenica e lunedì – film TV (1990)
- L'encyclopédie audio-visuelle – serie TV documentaristica, episodio Vivaldi (1993)
- Un Angelo di seconda classe – film TV (1999)
- Francesca e Nunziata – film TV (2002)
- Mannaggia alla miseria – film TV (2010)
- Carmen – film TV (2010)
- Roma, Napoli, Venezia... in un crescendo rossiniano – cortometraggio documentaristico (2014)

### Sceneggiatrice
- Canzonissima regia di Antonello Falqui (1959)
- Studio Uno, regia di Antonello Falqui (1966)
- Katmandu, regia di André Cayatte (1969)
- Città violenta, regia di Sergio Sollima (1970)
- Quando le donne avevano la coda, regia di Pasquale Festa Campanile (1970)
- Quando le donne persero la coda, regia di Pasquale Festa Campanile (1972)
- Fratello sole, sorella luna, regia di Franco Zeffirelli (1972)
- Nessuno deve sapere, regia di Mario Landi – miniserie TV (1972)
- Cari genitori, regia di Enrico Maria Salerno (1973)
- Which Way Is Up?, regia di Michael Schultz (1977)

### Attrice
- Benvenuto Presidente!, regia di Riccardo Milani (2013)

### Doppiatrice
- Nonna Fa in Mulan (1998)

## Teatro
- Storia d’amore e di anarchia, trasposizione teatrale del film omonimo, con Elio e Giuliana De Sio (2002)
- Lasciami andare, madre, tratto dall'omonimo libro di Helga Schneider (2004)

## Radio

### Prosa radiofonica Rai
- Prova generale di Lina Wertmüller e Matteo Spinola, regia di Nino Meloni, trasmessa il 14 gennaio 1956.
- Un Olimpo poco tranquillo di Lina Wertmüller e Matteo Spinola, regia di Nino Meloni, trasmessa il 19 settembre 1957.
- Ramona di H. M. Jackson, adattamento di Matteo Spinole e Lina Wertmüller, regia di Marco Visconti, trasmessa il 5 marzo 1958.

### Varietà radiofonici Rai
- La moda, rivista di Lina Wertmüller e Francesco Luzi, regia di Pino Gilioli, orchestra di Beppe Mojetta, trasmesso il 24 agosto 1961.
- La dolce vitaccia di Lina Wertmüller e Francesco Luzi, con la compagnia del Teatro Comico di Roma, orchestra di Gino Filippini, regia di Nino Meloni, trasmesso il 17 febbraio 1963.

## Canzoni scritte per altri
- Viva la pappa col pomodoro (1964)
- Questo nostro amore, per Rita Pavone (1966)
- Fortissimo/La sai troppo lunga, per Rita Pavone (1966)
- Tutta la gente del mondo, per Ornella Vanoni (1966)
- Il geghegè, per Rita Pavone (1966)
- Mi sei scoppiato dentro il cuore/Tu non credi più, per Mina (1966)
- Sono qui per te, per Mina (1966)
- Mai così, per Mina (1966)

## Opere letterarie
- Essere o avere. Ma per essere devo avere la testa di Alvise su un piatto d'argento, Milano, Rizzoli, 1981.
- Iris e lo sceicco, ovvero Sceicchi e femministe, ovvero Storia d'evasione e d'oriente, con illustrazioni di Milo Manara, Torino, Nuova Eri, 1988. ISBN 88-397-0537-6
- Avrei voluto uno zio esibizionista, Milano, Mondadori, 1990. ISBN 88-04-33566-1
- Alì Baba e il destino giocatore spericolato e spesso baro, Napoli, Guida, 1992. ISBN 88-7188-026-9 (bifronte con Prima o poi tornerò di Andrej Longo)
- Arcangela Felice Assunta Job Wertmüller von Elgg Espanol von Brauchich cioè Lina Wertmüller, Milano, Frassinelli, 2006. ISBN 88-7684-786-3 (autobiografia, con un CD di 32 canzoni da lei interpretate)
- Tutto a posto e niente in ordine, Lina Wertmüller, Mondadori, 2012. ISBN 9788804623038 (biografia)

## Riconoscimenti
- Premio Oscar
  - 1977 – Candidatura alla miglior regista per Pasqualino Settebellezze
  - 1977 – Candidatura alla migliore sceneggiatura originale per Pasqualino Settebellezze
  - 2020 – Oscar onorario[20]

- David di Donatello
  - 2010 – David speciale
- Globo d'oro
  - 2009 – Globo d'oro alla carriera
  - 2009 – Gran Galà del Made in Italy Rai
  - 2011 vince L'agave di Cristallo per la qualità dei dialoghi dei suoi Film
- Premio Flaiano
  - 2008 – Premio alla carriera categoria Cinema
- Festival di Locarno
  - 1963 – Vela d'argento per I basilischi
  - 2016 – Premio Letterario Piero Chiara alla carriera[21].

- Premi Kineo
  - 2019 – Premio Kineo alla carriera[22]